# Franciszek Ksawery Stuer

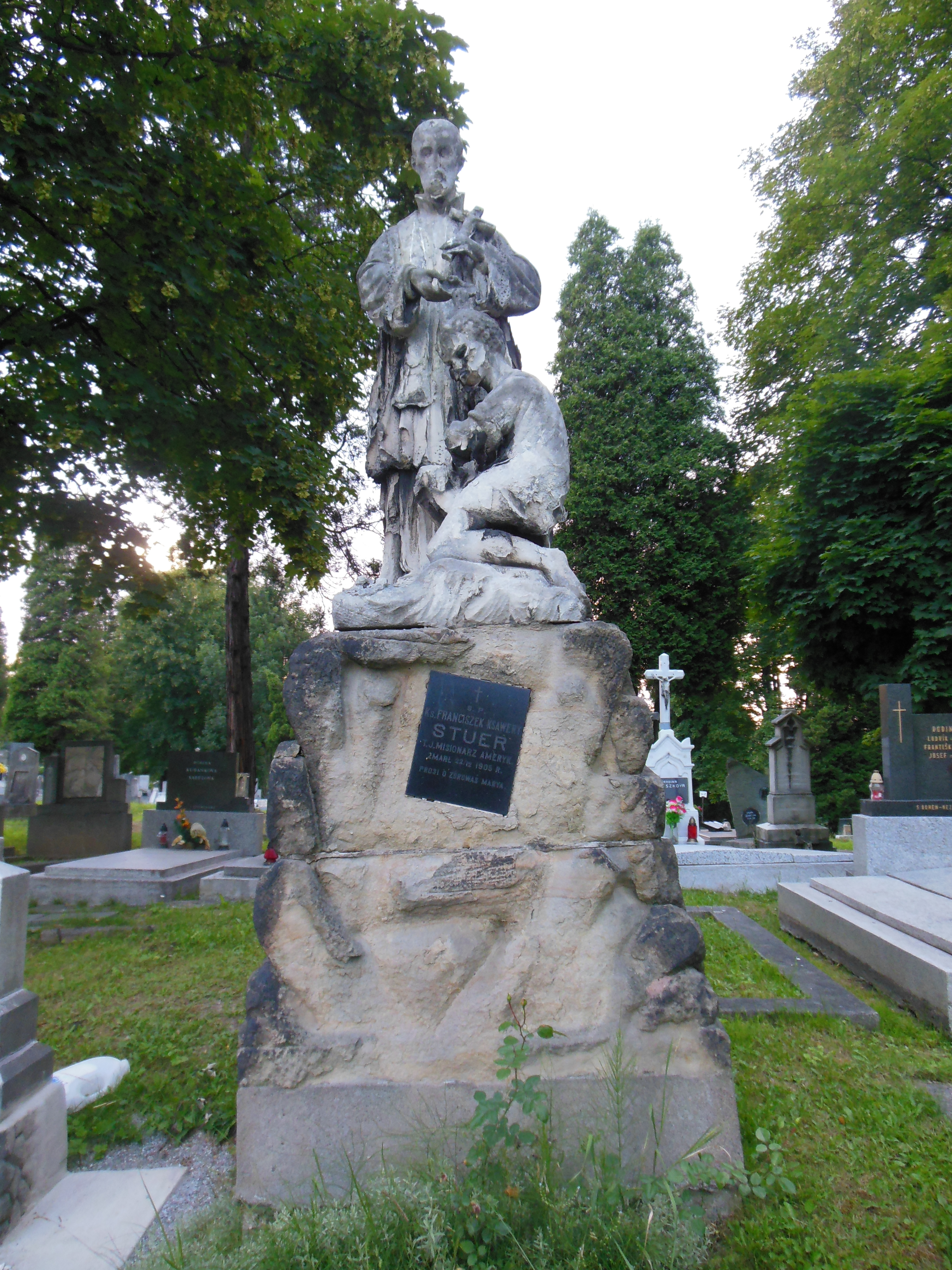
Stuerův hrob v Karviné-Dolech

Franciszek Ksawery Stuer též Francis Xavier Stuer (29. dubna 1848, Vratislav – 22. prosince 1905, Karviná) byl polský katolický duchovní, jezuita.
Pocházel z Vratislavi. Do jezuitského řádu vstoupil roku 1865, kněžské svěcení přijal 31. července 1878 v Krakově. Byl členem Haličské provincie Tovaryšstva Ježíšova.
V roce 1882 přijel z Krakova do Spojených států amerických, kde působil v Nebrasce, zejména v obcích Farwell (New Posen, New Poznan, Nowy Poznań) a Paplin (Choynice, Chojnice). Byl prvním duchovním ve farnosti Our Lady of Mount Carmel Parish v obci Chojnice, kde se koncem 80. let 19. století zasloužil o vznik katolické školy.
Roku 1900 se vrátil z americké misie, působil od roku 1901 v obci Staniątki; podnikal dále misijní výjezdy k polským dělníkům do Saska, Vestfálska aj. Následně byl roku 1903 povolán do karvinské jezuitské rezidence.
Je pohřben v Karviné-Dolech.